# 联合国安全理事会第1695号决议
联合国安全理事会第1695号决议通过于2006年7月15日，决议回顾了關於朝鮮和防扩散的大规模杀伤性武器的第825和1540号决议，安理会决定将进一步加大对朝鮮民主主義人民共和國加強其彈道導彈計劃限制的能力。